# Nguyễn Văn Sĩ
Nguyễn Văn Sĩ (4 tháng 4 năm 1912 – 27 tháng 2 năm 1978) là thẩm phán và luật sư người Việt Nam. Ông cũng là một trong chín vị Thẩm phán Tối cao Pháp viện Việt Nam Cộng hòa dưới thời Đệ Nhị Cộng hòa.

## Tiểu sử

### Thân thế
Nguyễn Văn Sĩ sinh ngày 4 tháng 4 năm 1912 tại tỉnh Trà Vinh, Nam Kỳ, Liên bang Đông Dương.
Ông đỗ bằng Cử nhân Luật tại Viện Đại học Hà Nội vào năm 1939. Sau đó, ông lần lượt trải qua các chức vụ trong ngành tư pháp như Thẩm phán Tòa Hòa giải Rộng quyền tại Trà Vinh, Tây Ninh và Sa Đéc; Thẩm phán xử án Tòa Hòa giải Rộng quyền tại Sóc Trăng và Mỹ Tho; Chánh án Phòng Tòa Thượng thẩm Sài Gòn; Thẩm phán xử án Ban Tiểu hình Tòa Thượng thẩm Sài Gòn; và sau cùng là Chánh nhất Tòa Thượng thẩm Sài Gòn.

### Sự nghiệp
Dưới thời Quốc gia Việt Nam, Nguyễn Văn Sĩ được cử làm Đại diện Chính phủ Quốc gia ký kết hiệp định Việt–Pháp ngày 16 tháng 8 năm 1955 về quốc tịch, giải quyết tình trạng Pháp lai và người Việt Nam có Pháp tịch. Chính ông đã đề ra phương châm sau đây để áp dụng trong ngành tư pháp: "Công bình tánh tốt ở đời, Vô tư, liêm khiết thì Trời độ ta". Dưới thời Đệ Nhất Cộng hòa, ông từng giữ chức Bộ trưởng Bộ Tư pháp trong chính phủ Ngô Đình Diệm từ ngày 10 tháng 5 năm 1955 đến ngày 22 tháng 10 năm 1960. Sau khi rời khỏi chính trường, ông chuyển sang làm Chưởng lý Tòa Phá án từ năm 1962 đến năm 1968.
Cuối năm 1960, trước sự bành trướng đáng ngại của nạn du đãng cướp bóc, Tổng thống Diệm đã cho thành lập một Hội đồng Liên bộ để giải quyết tệ trạng này. Hội đồng Liên bộ này bao gồm Lê Quang Trình thuộc Bộ Giáo dục, Huỳnh Hữu Nghĩa thuộc Bộ Lao động, Trần Chánh Thành thuộc Bộ Thông tin, Nguyễn Văn Sĩ thuộc Bộ Tư pháp, Trần Trung Dung thuộc Bộ Quốc phòng và ba cơ quan an ninh là tướng Nguyễn Văn Là bên Cảnh sát Công an, Lê Nguyên Phu bên Hiến binh và Đỗ Mậu bên An ninh Quân đội dưới sự điều hợp của Bộ trưởng Nội vụ Lâm Lễ Trinh. Nhiều ý kiến được đưa ra thảo luận và cuối cùng Hội đồng Liên bộ đi đến kết quả sử dụng những biện pháp mạnh như lùng bắt và nhốt những thanh niên du đãng vào các lao xá nhưng không truy tố họ ra trước tòa.
Ngày 19 tháng 10 năm 1968, ông được Quốc hội bổ nhiệm làm Thẩm phán Tối cao Pháp viện Việt Nam Cộng hòa cùng 8 vị thẩm phán khác gồm: Trần Văn Linh, Trần Văn Liêm, Trần Minh Tiết, Nguyễn Mộng Bích, Nguyễn Văn Biện, Trịnh Xuân Ngạn, Mai Văn An và Nguyễn An Thông. Nhóm này làm lễ tuyên thệ nhậm chức tại Sài Gòn vào ngày 22 tháng 10 cùng năm. Riêng ông thì được cả nhóm bầu chọn làm Phó Chủ tịch Tối cao Pháp viện trong khoảng cùng thời gian đấy. Năm 1970, ông tham gia hội đồng Tối cao Pháp viện chủ tọa phiên tòa xét xử vụ Huỳnh Tấn Mẫm kháng cáo Bộ Quốc phòng và vụ bắt giữ Trần Ngọc Châu với kết quả là bản án hai vụ này là vi hiến cần phải hủy bỏ.

### Cuối đời
Sau ngày 30 tháng 4 năm 1975, Nguyễn Văn Sĩ may mắn cùng vợ con kịp thời rời khỏi Việt Nam di tản sang Mỹ rồi về sau chuyển sang định cư tại tiểu bang California.
Ông qua đời ngày 27 tháng 2 năm 1978 tại Los Angeles, California, Hoa Kỳ, hưởng thọ 65 tuổi.

## Đời tư
Nguyễn Văn Sĩ là Phật tử. Ông lập gia đình với bà Nguyễn Thị Xuân Lan và có tới sáu người con (3 trai, 3 gái).

## Ấn phẩm
Nguyễn Văn Sĩ là tác giả cuốn sách nhan đề Người đàn bà Việt Nam năm 1952 và từng cộng tác viết bài cho tập san Pháp Luật từ năm 1956 đến năm 1957.

## Đoàn thể
Nguyễn Văn Sĩ từng tham dự Hội nghị Quốc tế về Hòa bình qua Luật pháp tổ chức tại Washington, D.C. vào tháng 9 năm 1965.

## Vinh danh
- Tư Pháp Bội Tinh Đệ Nhất Hạng[2]